# Pineville (Arkansas)
Pineville – miasto w Stanach Zjednoczonych, w stanie Arkansas, w hrabstwie Izard.